# Tai Shan Corona
Tai Shan Corona est une corona, formation géologique en forme de couronne, située sur la planète Vénus par -32,5° S et 95° E. Elle est localisée dans le quadrangle de Juno Chasma. Elle a été nommée en référence à Tai Shan, déesse chinoise de la fertilité. 

## Géographie et géologie
Tai Shan Corona couvre une surface circulaire d'environ 175 km de diamètre. 